# اسأل الغبار (رواية)
اسأل الغبار رواية إيطالية تُصنف ضمن كلاسيكيات الأدب الأمريكي وهي الأكثر شعبية للمؤلف جون فانتي، نُشرت عام 1939 خلال فترة الكساد الكبير في لوس أنجلوس، تُعد إحدى سلسلة روايات شخصية أرتورو بانديني وهو شاب أمريكي من أصول إيطالية من كولورادو يكافح من أجل أن يصبح كاتبًا، تُعد إحدى أوائل الروايات التي تمثّل أدب السيرة الذاتية. تُدرس الرواية بانتظام ضمن مناهج الأدب الأمريكي في الكليات، وهي ممتدة بالكامل من جذور حياة جون فانتي. أثرت على تشارلز بوكوفسكي بشكل كبير. تحولت الرواية إلى فيلم سينمائي من بطولة سلمى حايك وكولين فاريل.

## النشر
نُشرت الرواية نشرًا أوليًا عقب كتاب انتظر حتى الربيع يابانديني، وقصة أخرى بارزة مثل الزئبق الأمريكي. تم طباعة 2200 نسخة فقط من الطبعة الأولى للرواية، لم تصل الرواية إلى ذروة شعبيتها حتى أعاد تشارلز بوكوفسكي إصدارها من خلال كتابة مقدمة جديدة لها ونشرها بالتعاون مع مطبعة بلاك سبارو عام 1980.